# Жодинское водохранилище
Жодинское водохранилище (бел. Жодзінскае вадасховішча) — небольшой по площади искусственный водоём в городе Жодино Минской области. Оно является самой крупной частью реки Плисы и используется как водоём-охладитель для Жодинской ТЭЦ. Расположено в самой черте города, фактически разделяя его на две части.

## Параметры
Площадь данного водоёма составляет 1,1 км². Размеры водохранилища — 3,5 на 0,36 км. Объём воды — 4,4 млн м³, полезный объём — 1,2 млн м³, по другим данным — 1,8 и 0,3 млн м³ соответственно. Площадь водосбора — 465 км². Максимальная глубина — 4 м, средняя — 1,7 м. Высота над уровнем моря — 163,3 м.
Состав сооружений гидроузла: плотина, ограждающая дамба, водосброс, ТЭЦ.

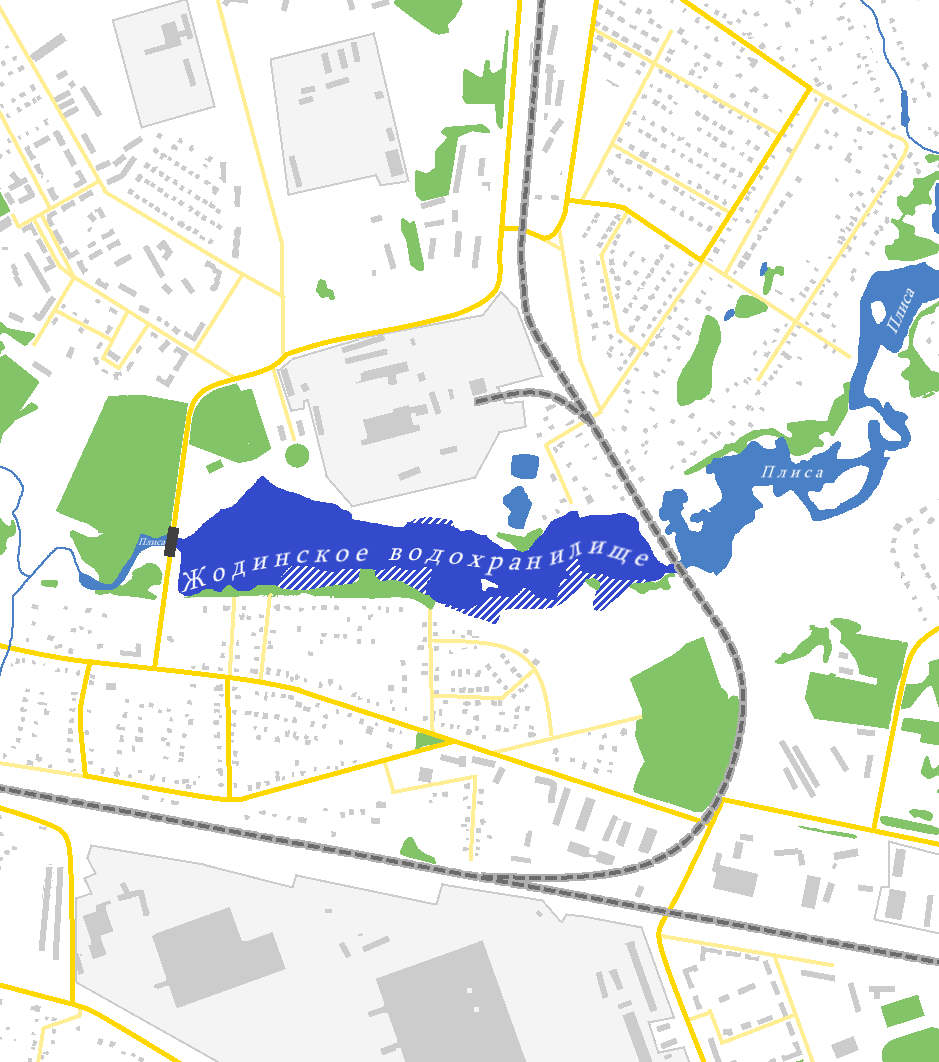
Графическая карта Жодинского водохранилища

## История
Появление Жодинского водохранилища связано со строительством Смолевичской ГРЭС в 1947—1951 гг.. Тогда было принято решение о расширении и укрупнении реки Плисы в районе станции, для этого были выполнены строительные работы по возведению дамбы на улице Жодинской. Благодаря дамбе ширина и объём воды был увеличен, тем самым появилось водохранилище. Используется как охладитель ТЭЦ. В 1968 году были проведены мероприятия по реконструированию водоёма.

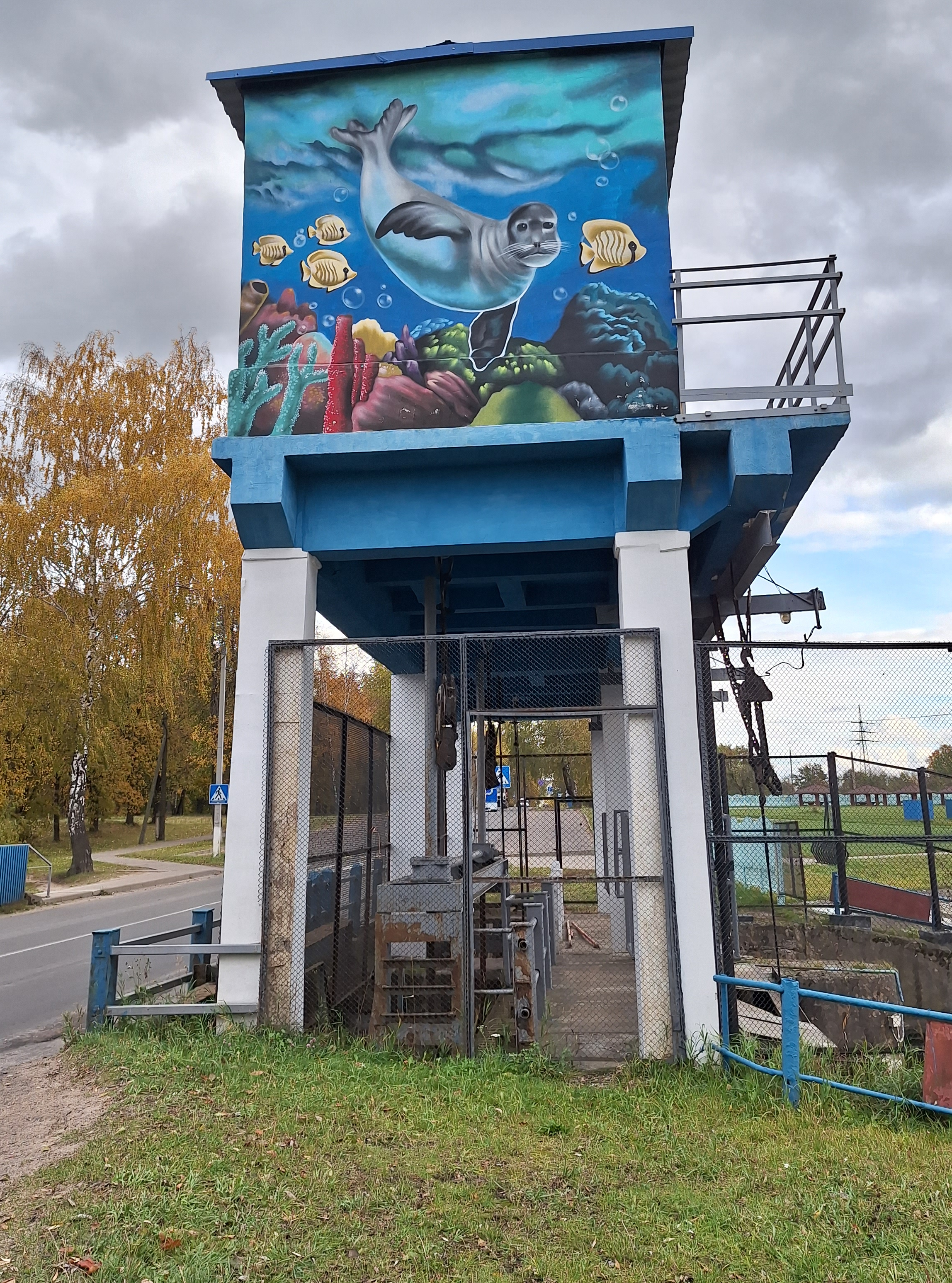
Жодинская дамба

Позже возле дамбы местные и городские власти заложили главный пляж Жодино, который в народе получил название «Брызгаловка», возникшее из-за горячей воды с труб ГРЭС, которая сливалась в водохранилище. Прибрежная зона и пляж были признаны лучшими по результатам конкурса на обустройство и содержание мест пользования поверхностными водными объектами для рекреации, спорта и туризма в 2020 году.